# 濟季基
49°41′46″N 36°23′56″E / 49.69611°N 36.39889°E

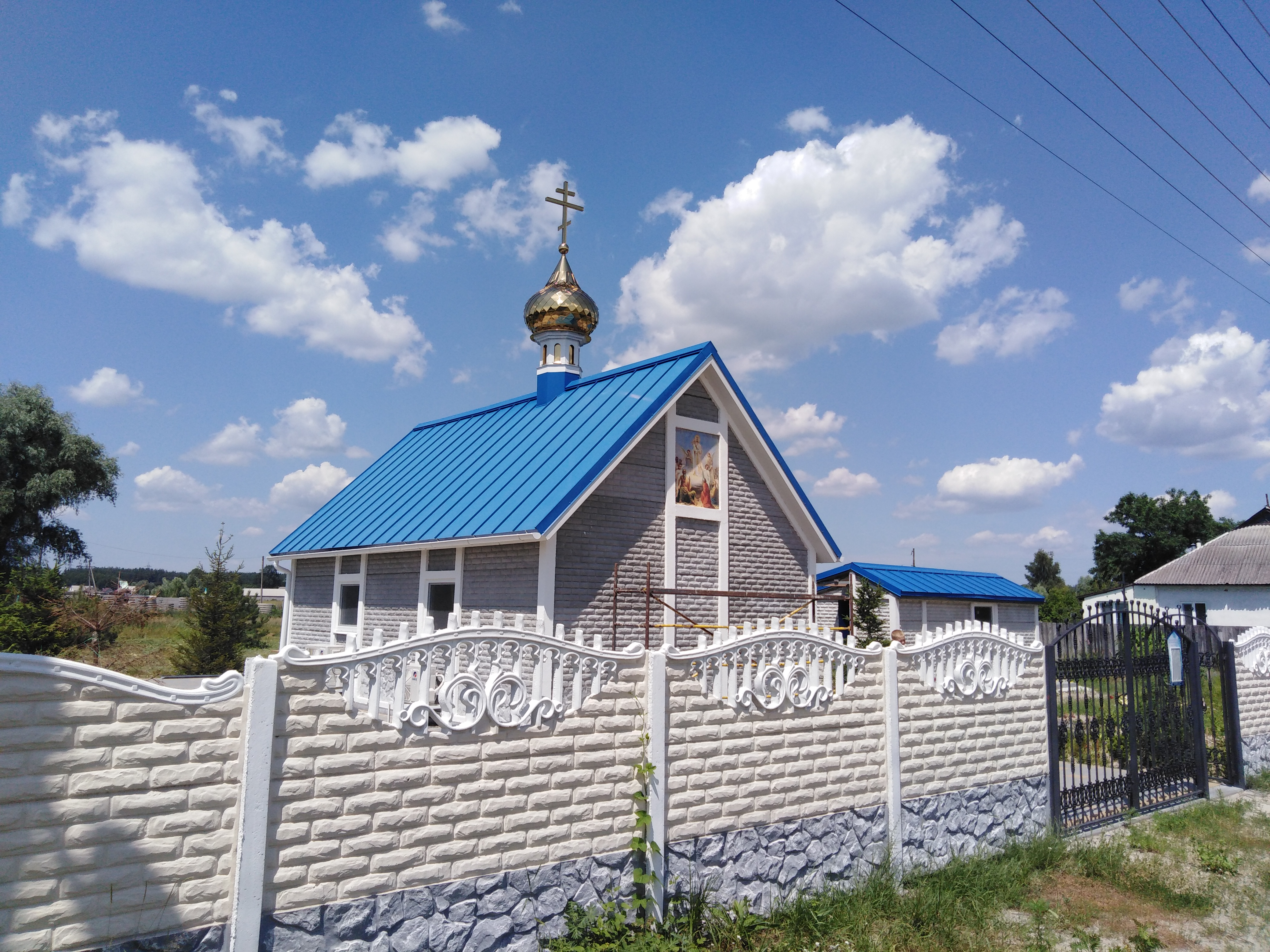
教堂

濟季基（羅馬化：Zidky）是位於烏克蘭東部哈爾科夫州丘胡伊夫区茲米伊夫市鎮的鎮。該鎮處於北頓涅茨河畔，面積4.34平方公里，海拔高度121米，2001年人口4,087，人口密度每平方公里941.71人。